# Noldor
Noldor (også kaldet Noldo-elvere) er et folkeslag af elvere fra fantasy-romanen Silmarillion af den engelske forfatter J.R.R. Tolkien, men omtales også i romanen Ringenes Herre af samme forfatter. Noldor var en af de tre ætter af Eldar. Ordet er Quenya og betyder "de vidende".

## Noldorne i Tolkiens værker
Noldorne, deres historie og handlinger, går som en rød tråd igennem Silmarillion og Ringenes Herre. Fëanor var en Noldo og hans handlinger dannede grundlaget for meget af handlingen i Silmarillion. I Ringenes Herre finder vi Galadriel der er datter af Fëanors halvbror Finarfin, men de magiske ringe er også nært knyttet til Noldornes historie. Bortset fra Herskerringen selv er både elvernes 3 ringe, dværgenes 7 ringe og menneskenes 9 ringe smedet af Noldo-elveren Celebrimbor, en sønnesøn af Fëanor. Celebrimbors fremstilling af de magiske ringe svarer på mange måder til Fëanors fremstilling af Silmarillerne, og ligesom Silmarillerne lægger titel til og er med til at definere handlingen i Silmarillion så lægger de magiske tinge titel til og er med til at definere handlingen i Ringenes Herre.

## Noldorne i Beleriand i 1. alder
Efter Melkors tyveri af Silmarillerne (se Fëanor) drog de fleste Noldor til Midgård for at hjælpe Fëanor med at erobre Silmarillerne tilbage og hævne drabet på deres stor-konge Finwë. Nogle, bl.a. Finarfins hus blev tilbage i Aman og kom kun undtagelsesvis deres frænder i Midgård til hjælp. Noldorne der tog til Midgård blev lyst i band, og derefter var der reelt 2 stor-konger. Den rette stor-konge i Aman, der dog ikke havde nogen kontakt med Noldorne i Midgård. Derfor fandtes også en "konge af alle Noldor i Midgård".
Efter Fingolfins død blev noldornes stor-konge i Aman Finwës 3. søn Finarfin, mens noldo-kongen i Midgård blev Fingolfins søn Fingon.

## Noldorne i 2. alder
Da Morgoth var besejret og 1. alder var slut grundlagde Gil-Galad et rige i det vestligste Midgård, ved Lindon, hvor Gråhavne ligger i 3. alder. Herfra hjalp han ved flere lejligheder menneskerne i krig mod det onde, bl.a. i slagene mod Heksekongen af Angmar og i den sidste alliance mellem Elvere og mennesker, som til sidst besejrede Sauron. I hele denne periode var Gil-Galad Noldornes storkonge og dermed den øverste elverfyrste i Midgård.
Parallelt hermed etablerede Celelbrimbor, sønnesøn af Fëanor, et rige i Eregion. Elverne der levede her byggede af sten og interesserede sig for smedekunst og havde nært samkvem med dværgene fra Moria. Her blev magtens ringe smedet af Celebrimbor. Han smedede først de 7 ringe til dværgene og de 9 ringe til menneskene sammen med en meget dygtig smed, der i virkeligheden var Sauron i forklædning. De 3 Ringe smedede Celebrimbor dog alene, men alligevel var de baseret på viden han havde fået fra Sauron.
Kort efter smedede Sauron Herskerringen (Den Ene Ring) i Mordor. Men da Sauron tog herskerringen på afslørede han sig samtidig for elverne, der straks tog deres ringe af således at Sauron aldrig fik magten over dem. Galadriel fik angiveligt til opgave at opbevare Vandringen Nenya, mens Gil-Galad tog sig af de 2 andre ringe – Ildringen Narya og Luftringen Vilya. Sauron førte nu krig mod elverne i Eregion for at få kontrollen også med de 3 ringe, men fandt dem aldrig -  Celebrimbor døde i denne krig.
Også Galadriel boede i Eregion. Efter krigen rejsete hun til Lorien hvor man valgte hende som dronning.
Ringens Broderskab passerer dette "tabte rige" på vej fra Kløvedal til Moria. Her fortæller Legolas at elverne der levede her var af en anden slags en hans eget skovfolk, og han fortæller at han kan høre selve stenenes klage: Fra dybet hentede de os, fagert formede de os og højt byggede de os, men nu er de borte.

## Noldorne i 3. alder
I den 3. alder var der kun få Noldor tilbage. Lorien var egentlig ikke et noldo-rige, for de fleste af indbyggerne var sindar. I stedet var der små grupper af Noldor hos Cirdan i Gråhavne, hos Galadriel i Lorien og hos Elrond i Kløvedal.

## Noldornes konger
Noldorne var organiseret i huse under en fælles storkonge. (Tallene i parentes angiver generation)
- Finwë (1) var den første Noldo-storkonge. Han var far til Fëanor, Fingolfin og Finarfin og dermed forfader til praktisk taget alle Noldo-konger. Han blev myrdet af Melkor i dennes forsøg på at bemægtige sig Silmarillerne.
- Fëanor (2) blev den 2. Noldo-storkonge. Han havde 7 sønner. Han døde efter en kamp mod Melkor hvor han havde forsøgt at generobre Silmarillerne fra Melkor.
- Fingolfin (2) blev stor-konge efter Fëanors død. Han blev dræbt af Melkor i den pludselig flammes slag i 1. alder.
- Finarfin (2) blev stor-konge efter Fingolfins død. Han forblev i Aman, men kom sine brødre i Midgård til hjælp i det store slag hvor Melkor blev besejret. Fingon, Fingolfins søn, blev konge for Noldorne i Midgård.

### Storkonger i Midgård
- Fingon (3) blev dræbt i de tusinde tårers slag i 1. alder og herefter blev Fingolfins 2. søn Turgon konge for Noldorne i Midgård.
- Turgon (3) blev dræbt i kamp i 1. alder mens han forsvarede sin fæstning Gondolin. Herefter blev Gil-Galad, søn af Fingon, konge for Noldorne i Midgård.
- Gil-Galad (4) blev dræbt i kamp med Sauron i slutningen af 2. alder.
- (Finrod (3), søn af Finarfin blev ikke i Aman med sin far men drog med Fëanor-sønnerne og Fingolfin til Midgård; kæmpede og døde med dem. Han blev aldrig konge af Noldorne i Midgård, men var en vigtigt og anset konge af sit hus.)
- Galadriel (3), datter af Finarfin, var dronning af Noldorne i Midgård i 3. alder. Imidlertid havde denne titel nu ingen betydning da der næsten ingen Noldor var tilbage, og Elrond af Kløvedal – der nedstammede fra Turgon – blev anset for alle Eldars konge i Midgård i 3. alder.